# Peter Tanscheit
Peter Tanscheit es un deportista brasileño que compitió en vela en la clase Laser. Ganó cuatro medallas en el Campeonato Mundial de Laser entre los años 1987 y 1993.

## Palmarés internacional
| Campeonato Mundial | Campeonato Mundial       | Campeonato Mundial | Campeonato Mundial |
| Año                | Lugar                    | Medalla            | Clase              |
| ------------------ | ------------------------ | ------------------ | ------------------ |
| 1987               | Melbourne (Australia)    | Medalla de bronce  | Laser              |
| 1990               | Newport (Australia)      | Medalla de bronce  | Laser              |
| 1991               | Porto Carras (Grecia)    | Medalla de oro     | Laser              |
| 1993               | Takapuna (Nueva Zelanda) | Medalla de plata   | Laser              |